# ألعاد

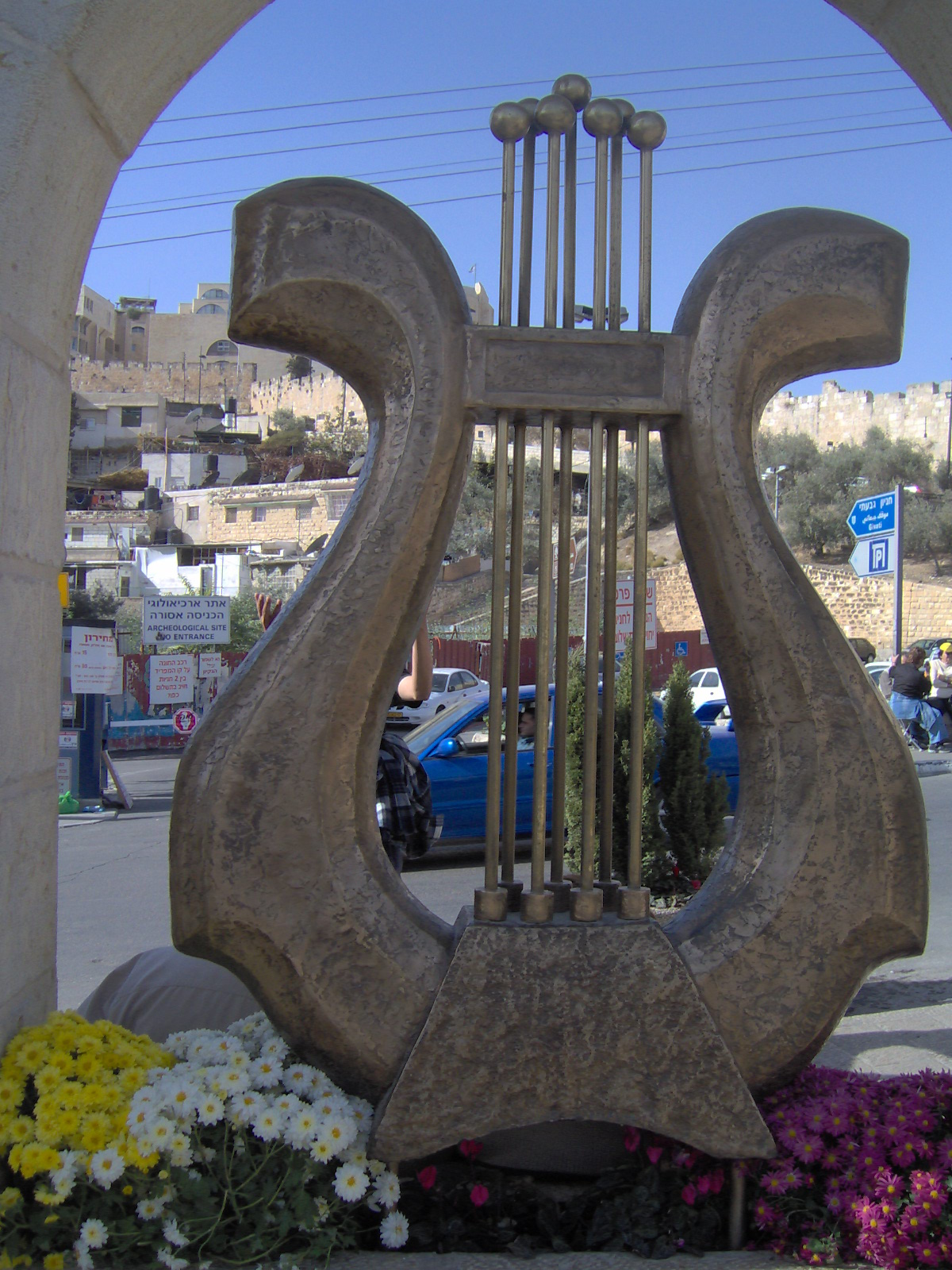

جمعيّة إلعاد (بالعبريّة אלע"ד وتعني «نحو مدينة داوود») هي جمعية استيطانية صهيونية. تهدف إلى تعزيز العلاقة اليهودية بمدينة القدس وتعزيز استيطان اليهود وسياحتهم في مدينة داوود المقامة على أرض بلدة سلوان والمناطق المجاورة. تقوم الجمعيّة بتعزيز السياحة والتربيّة والأبحاث والحفريّات وشراء البيوت والأراضي من أهل بلدة سلوان أو استئجارها من شركة عميدار وتُسكنها المستوطنين اليهود.

## نشأتها
أُسّست الجمعيّة عام 1986 وأسّسها دافيد باري الّذي خدم سابقًا نائبًا لملازم وحدة دوفدوفان في الجيش الإسرائيليّ ويعمل الآن مديرًا للجمعيّة.
اختير اسم «إلعاد للجمعيّة» اعتمادًا على النصوص التوراتية، والادّعاء بأن القدس هي مدينة النبي داود عليه السلام. وتدّعي الجمعيّة أن النبي داود عليه السلام قرّر قبل ما يقارب 3000 سنة ترك مدينته الخليل والصعود إلى أورشليم من أجل أن يوحّد الشعب الإسرائيلي حول عاصمة واحدة، وأنّ سليمان ابنه أقام الهيكل على رأس جبل موريا، جبل الهيكل، وهكذا أصبحت أورشليم عاصمة دولية دينية وروحانية لكل الشعب الإسرائيلي بأكمله.
عملت الجمعيّة حتى سنوات الألفين في الحديقة القوميّة «مدينة داوود» الّتي ترأسها سلطة الطبيعة والحدائق وتشغّلها الجمعيّة. توسّع عمل الجمعيّة في الفترات اللاحقة ليشمل أيضًا منطقة جيل الزيتون مستوطنة أرمون هنتسيف.

## مؤسّس الجمعيّة
أسّس الجمعيّة «دافيد باري» المولود عام 1953 لعائلة يهوديّة ذات أصول بولنديّة، وعمل نائبًا في وحدة دوفدوفان التابعة لجيش الدفاع الصهيونيّ ليتمّ مهامّه عام 1990. فور خروجه كرّس أهدافه لتعزيز الاستيطان والتهويد في القدس حيث بدأ عمله مع جمعيّة «عطيرت كوهنيم» الاستيطانيّة وعلّم في إحدى مدارسها الدينيّة في البلدة القديمة في القدس. ومن ثمّ أسّس جمعيّة إلعاد ليحصل بسببها على تقدير وجائزة «الإنجاز على المساهمة المجتمعيّة» في احتفالات ذكرى تأسيس «إسرائيل» التاسعة والستّون والّتي صادفت الذكرى الخمسون لاحتلال شرقيّ القدس.

## نشاطاتها

### 2004
- يوم 4 مارس 2004 شرعت في بناء مجمع سياحي وتجاري في الساحة الخارجية لباب المغاربة.
- يوم 8 فبراير 2004 استولت بالقوة على 16 منزلاً في قرية سلوان المحاذية للمسجد الأقصى في حملة لتهويد محيط المسجد الأقصى.

### 2010
- استحصلت ترخيصا من سلطات الاحتلال الإسرائيلي لبناء موقف سيارات ضخم على بعد 30 مترا من أسوار الحرم القدسي الشريف، حيث المسجد الأقصى المبارك.[6]

## مشاريعها

### مدينة داوود
عام 1997 وقّعت الجمعيّة اتفاقًا مع سلطة أراضي إسرائيل بهدف السيطرة على الأراضي الّتي بلغت مساحتخا 26,007 م، ووفقًا لهذا الاتّفاق تُشغّل الجمعيّة منذئذٍ الحديقة الوطنيّة «مدينة داود» بالاشتراك مع سلطة الطبيعة والحدائق.
تُمرّر في الحديقة الرواية التوراتيّة عن المكان بواسطة إرشادات مدفوعة للزائرين.

### جبل الزيتون
وسّعت الجمعيّة نشاطها عام 2006 ليشمل أيضًا جبل الزيتون، لتسيطر على «المقبرة اليهوديّة» الّتي يُدّعى وجود قبور يهوديّة فيها منذ آلاف السنوات.

### مستوطنة أرمون هنتسيف
حفريات وتطوير الجانب السياحيّ في مستوطنة أرمون هنتسيف منذ عام 1996، وقد فُتح للزوّار عام 2005.

### مشاريع مستقبليّة
أعلنت جمعيّة إلعاد عن 11 مشروعًا استيطانيًا جديدًا أقرّت في السنوات 2018 و2017، ضمن سلسلة مشاريع تنفذها الجمعيّة في المنطقة الجنوبيّة للمسجد الأقصى بحجة تقوية السياحة الاجنبية والداخلية. تعمل المشاريع بشكل خاص في مناطق الطوري وسلوان وجورة العنّاب وعين سلوان ورأس العامود ومنطقة باب المغاربة وساحة البراق والبلدة القديمة ومنطقة الأنفاق. ومنها:
- خطّ «أوميجا للتزلّج الهوائي» الّذي يبدا مساره من منطقة جبل المكبّر متجهًا إلى بلدة سلوان، ويمتدّ 748 مترًا. مُنح المشروع الموافقة القانونيّة من البلدية وأقرّ ويجري تنفيذه الآن.
- مطعم بجانب الأسوار التاريخيّة للبلدة القديمة في القدس
- جسر هوائيّ في منطقة سلوان وقرب أرض الزير
- مناطق تنزّه ومرافق

يعترض أهل بلدة سلوان بحجّة عدم شرعيّة المشاريع واستهدافها مناطقهم السكنيّة واحتلالهم لتوطين اليهود، ويعترض «الصندوق القومي الإسرائيليّ» بحجّة عدم مطابقة قوانين التنظيم والبناء حيث تُشمل المنطقة في مخطط قطريّ يصنّفها على أنّها «غابات» ويُمنع البناء فيها منذ عام 1967. كما ويعترض باحثو الآثار على هذه المشاريع لكونها تضرّ بالمنظر الجماليّ للبلدة القديمة والّتي تصنفها اليونيسكو على أنّها موقعًا أثريًا. هذه الاعتراضات تكبح المشاريع وتعوّق تنفيذها.